# Shirley Clarke
Shirley Clarke est une réalisatrice américaine née Shirley Brimberg, le 2 octobre 1919 à New York et morte le 23 septembre 1997.
Elle est « une figure majeure du cinéma d'avant-garde américain ».

## Biographie
Danseuse de formation et chorégraphe, elle tourne ses premiers films sur la danse (Dance in the sun, 1953). Proche des intellectuels new-yorkais et du Living Theatre, elle réalise ensuite des films expérimentaux, avec une vision très personnelle de l'Amérique et du cinéma. Au début des années 1960, avec Jonas Mekas elle fonde la Film-Makers’ Cooperative (en) à New York. Puis, à partir des années 1970, elle se consacre à l’expérimentation vidéo au sein du collectif Teepee Videospace Troupe.
Son court-métrage Skyscraper est nommé pour un oscar en 1960.
Son premier long-métrage The Connection est présenté en film d’ouverture de la semaine de la critique au festival de Cannes en 1961. Cette projection lui vaut une renommée internationale. 

## Filmographie
- 1953 : Dance in the Sun
- 1954 : In Paris Parks
- 1956 : Moment in Love
- 1957 : Brussels Loops
- 1958 : Bridges-Go-Round, avec deux BO (Louis et Bebe Barron et Teo Macero)
- 1960 : Skyscraper
- 1961 : Connection (The Connection)[5]
- 1963 : Robert Frost: A Lover's Quarrel With the World
- 1964 : The Cool World
- 1967 : Portrait of Jason
- 1978 : Trans (vidéo)
- 1978 : One-2-3 (vidéo)
- 1980 : A Visual Diary
- 1981 : Savage/Love
- 1982 : Tongues (vidéo)
- 1982 : Performance
- 1983 : The Box
- 1984 : Ornette Coleman: A Jazz Video Game
- 1985 : Ornette: Made in America

## Documentaire
- Rome is burning : portrait of Shirley Clarke,  documentaire de André S. Labarthe et Noël Burch, collection Cinéastes de notre temps, 1996, 53 minutes.